# 파도를 걷는 소년
"파도를 걷는 소년"(The Boy From Nowhere)은 한국에서 제작된 최창환 감독의 2019년 드라마 영화이다. 곽민규 등이 주연으로 출연하였다.

## 출연

### 주연
- 곽민규
- 김현목
- 민동호
- 금해나

### 조연
- 강길우

## 기타
- 프로듀서: 정조은
- 제작부장: 유준상
- 제작회계: 홍성은
- 촬영부: 전상진
- 촬영부: 하의렬
- 조명: 고현석
- 조명부: 전상진
- 조명부: 하의렬
- 조연출: 오정민
- 연출부: 서창우
- 스크립터: 고은주
- 동시녹음: 박송열
- 미술: 김가은
- D.I: 전상진

## 같이 보기
- 2020년 대한민국의 영화 목록